# 다니엘 슈트리겔
다니엘 슈트리겔(독일어: Daniel Strigel, 1975년 2월 13일~)은 독일의 펜싱 선수로 주 종목은 에페이다. 2004년 하계 올림픽 남자 에페 단체전에서 동메달을 획득했으며 세계 선수권 대회에서 은메달 1개를 획득했다.